# 愛媛マンダリンパイレーツの選手一覧
愛媛マンダリンパイレーツの選手一覧（えひめマンダリンパイレーツのせんしゅいちらん）は、四国アイランドリーグplusの愛媛マンダリンパイレーツに所属する選手・監督・コーチ、およびかつて所属していた主な選手の一覧である。

## 現役選手・スタッフ
※選手については出場登録（契約）者と練習生の両方を含む（シーズン中に頻繁に登録者・練習生が入れ替わるため、本リスト上では特に区別をおこなわない）。
※備考欄の「移籍」はリーグから移籍選手として公示されたもの。それ以外に前年リーグ他球団に所属歴のある選手は「前年は××に所属」と記載。

### 監督・コーチ
| 名前       | 背番号 | 役職       | 備考 |
| ---------- | ------ | ---------- | ---- |
| 弓岡敬二郎 | 77     | 監督       |      |
| 酒井光次郎 | 88     | 投手コーチ |      |
| 田上健一   | 61     | 野手コーチ |      |

### 投手
| 名前                         | 背番号 | 投打 | 備考                   |
| ---------------------------- | ------ | ---- | ---------------------- |
| 佐山蒼空                     | 11     | 右右 | 背番号24から変更       |
| 唐澤賢汰                     | 12     | 右右 | 2025年度新入団         |
| 立本颯                       | 13     | 左左 |                        |
| 金澤祐太                     | 14     | 右右 | 2025年度新入団         |
| 山本竜介                     | 15     | 右右 | 2025年度新入団         |
| ピダーソン和紀               | 16     | 右右 | 副キャプテン           |
| 窪田寛之                     | 17     | 右右 |                        |
| 山田空暉                     | 18     | 右右 | 背番号19から変更       |
| 日野柊斗                     | 20     | 右右 | 2025年度新入団         |
| 加納雅也                     | 21     | 右右 |                        |
| 林颯太                       | 24     | 右右 | 2025年度新入団         |
| 渕上竜椰                     | 26     | 右右 | 2025年度新入団         |
| カルロス・デ・ロス・サントス | 30     | 右右 | 広島東洋カープより派遣 |
| 荒木涼翔                     | 33     | 右右 | 2025年度新入団         |
| 今福孝介                     | 34     | 左左 | 背番号56から変更       |
| 麻田一誠                     | 35     | 右左 | 背番号15から変更       |
| 兵頭真人                     | 47     | 左左 | 背番号34から変更       |

### 捕手
| 名前     | 背番号 | 投打 | 備考           |
| -------- | ------ | ---- | -------------- |
| 島原大河 | 22     | 右左 |                |
| 岡垣昂佑 | 25     | 右左 |                |
| 長田雄生 | 27     | 右左 | 2025年度新入団 |
| 村野唯斗 | 28     | 右右 |                |

### 内野手
| 名前       | 背番号 | 投打 | 備考                                |
| ---------- | ------ | ---- | ----------------------------------- |
| 岩浪浩輝   | 2      | 右左 | 背番号29から変更 外野手登録から変更 |
| 福士信晃   | 3      | 右右 | 2025年度新入団                      |
| 西原豪     | 5      | 右左 | 背番号0から変更                     |
| 大城雄一郎 | 6      | 右左 |                                     |
| 塚本浩平   | 7      | 右左 |                                     |
| 上野雄大   | 8      | 右左 |                                     |
| 高橋藍太   | 38     | 右右 | 2025年度新入団                      |

### 外野手
| 名前               | 背番号 | 投打 | 備考                   |
| ------------------ | ------ | ---- | ---------------------- |
| 三上愛介           | 1      | 右右 | 背番号51から変更       |
| ジェラルド・メヒア | 4      | 右両 | 広島東洋カープより派遣 |
| 高橋駿介           | 9      | 右左 | 背番号27から変更       |
| 猿渡銀士           | 10     | 右左 | 2025年度新入団         |
| 竹内航大           | 23     | 右右 | 2025年度新入団         |

## 過去に在籍した主な選手

### NPB入団選手
※年はNPB入団前の最終所属年度。当球団から直接入団した選手に限る。
- 2005年
  - 中谷翼 - 広島東洋カープ（育成ドラフト1位、2006年 - 2013年）、2014年より読売ジャイアンツのブルペン捕手。
  - 西山道隆 - 福岡ソフトバンクホークス（育成ドラフト2位、2006年 - 2009年）
- 2007年
  - 梶本達哉 - オリックス・バファローズ（育成ドラフト1位、2008年 - 2011年）
- 2008年
  - 西川雅人 - オリックス・バファローズドラフト（ドラフト5位、2009年 - 2012年）
- 2010年
  - 靍岡賢二郎 - 横浜ベイスターズ（ドラフト8位、2011年 - 2015年）、2016年よりブルペン捕手、2018年より二軍バッテリーコーチ補佐、2019年のみ一時的に現役復帰、2024年より一軍オフェンスチーフコーチ。
  - 岸敬祐 - 読売ジャイアンツ（育成ドラフト2位、2011年 - 2013年）→千葉ロッテマリーンズ育成選手（2014年）
- 2011年
  - 土田瑞起 - 読売ジャイアンツ（育成ドラフト2位、2012年 - 2017年）
- 2013年
  - 金森敬之 - 千葉ロッテマリーンズ（トライアウト合格、2014年 - 2017年）※元・北海道日本ハムファイターズ（2004 - 2012年）
- 2022年
  - 上甲凌大 - 横浜DeNAベイスターズ（育成ドラフト1位、2023年 - ）
- 2023年
  - 菊田翔友 - 中日ドラゴンズ（育成ドラフト2位、2024年 - ）
  - 宇都宮葵星 - 読売ジャイアンツ（育成ドラフト3位、2024年 - ）元所属選手である宇都宮勝平の子息[1]
  - 河野聡太 - オリックス・バファローズ（育成ドラフト5位、2024年 - ）
- 2024年
  - 矢野泰二郎 - 東京ヤクルトスワローズ（ドラフト5位、2025年 - ）
  - 廣澤優 - 東京ヤクルトスワローズ（育成ドラフト2位、2025年 - ）

### その他
投手
- 阿部直晃 - 最優秀防御率 (2015年)
- 池ノ内亮介 - 広島東洋カープからの派遣選手 (2013年)
- 入野貴大 - 徳島インディゴソックス移籍後、2014年に東北楽天ゴールデンイーグルスよりドラフト指名。
- 岩﨑哲也 - 元・埼玉西武ライオンズ
- 浦川大輔 - 最多奪三振 (2006年)
- ウィルフィレーセル・ゲレロ - 元・広島東洋カープ。現福岡ソフトバンクホークス通訳。
- 小山内大和 - 現阪神タイガース打撃投手
- 河原純一 - 元・中日ドラゴンズ、2017年より2021年まで監督
- 北方悠誠 - 元・福岡ソフトバンクホークス。退団後、信濃グランセローズ・栃木ゴールデンブレーブスを経てロサンゼルス・ドジャース傘下2A。
- 小林憲幸 - 元・千葉ロッテマリーンズ、最優秀防御率 (2012年、2013年)、最多奪三振 (2012年)、最多勝利 (2015年)。リーグ通算最多勝。退団後オリックス・バファローズ打撃投手。
- 古村徹 - 元・横浜DeNAベイスターズ。退団後、富山GRNサンダーバーズを経て2019年にDeNAに復帰。
- 篠原慎平 - 香川オリーブガイナーズ移籍後、2014年に読売ジャイアンツより育成ドラフト指名。
- 柴田健斗 - 元オリックス・バファローズ
- 正田樹 - 元・東京ヤクルトスワローズ、途中よりコーチ兼任。
- 杉浦双亮 - お笑いコンビ360°モンキーズのメンバー。選手時代の登録名は「サブロク双亮」。
- 田島和礼 - 最多奪三振（2023年）
- 近平省悟 - 最優秀防御率 (2007年)
- 辻空 - 広島東洋カープからの派遣選手 (2014年)
- 徳田将至
- 豊田光 - 現・広島東洋カープ打撃投手
- 能登原将
- 平井諒 - 元・東京ヤクルトスワローズ、2022年よりコーチ。
- 福田融司 - 2018年主将
- 森辰夫
- 山崎雅史 - 2023年主将
- 陽建福 - 元・義大ライノズ、元・野球中華民国代表。退団後、統一ライオンズ。
- ラファエル・フェルナンデス - 元・東京ヤクルトスワローズ

捕手
- 安西将揮 - 最多本塁打 (2021年)
- 太田直哉 - ベストナイン (2019年)、2019年主将
- 梶原有司 - 2009年主将、現・北海道日本ハムファイターズブルペン捕手
- 河原宏誓 - 2015年主将、現・読売ジャイアンツブルペン捕手
- 鶴田都貴 - ベストナイン (2016年)、2016年主将
- 橋本将 - 元・横浜ベイスターズ
- 藤澤亨明 - 元・埼玉西武ライオンズ
- 松浦耕大 - 広島東洋カープからの派遣選手 (2016年)
- 横山徹也 - 元・オリックス・バファローズ、現・東北楽天ゴールデンイーグルス・ブルペン捕手

内野手
- 新井勝也
- 伊東大輔
- 稲垣将幸
- 小笠原康仁 - 最多本塁打、ベストナイン (2020年)
- 小野真悟 (在籍中は外野手登録もあり) - 後に大分B-リングス監督
- 木村聡司 - 広島東洋カープからの派遣選手 (2016年)
- 金城雅也 - 最多本塁打 (2012年)
- ザック・コルビー - 登録名「コルビー」[2]。ベストナイン (2015年)。
- 繁田隼
- 高尾浩平 - 最多本塁打 (2021年)
- 仁木敦司 - 最多打点 (2022年)
- 林真輝 - 首位打者 (2005年)、最多打点 (2006年)、ベストナイン (2005年、2006年)、2006年主将
- バン・ヘイドーン - 登録名「ヘイドーン」。最多本塁打 (2019年)、ベストナイン (2018年、2019年)
- 比嘉将太 - 首位打者、ベストナイン (2007年)
- 檜垣浩太 - ベストナイン (2007年)、2008年主将
- 福西太志 - 2005年主将。引退後、球団職員 (2009年11月 - 2013年3月)となり、マスコット「ますくまん」を演じた。
- 藤長賢司 - 首位打者 (2013年)、ベストナイン (2012 - 2014年)、2014年後期主将
- 古卿大知 - 首位打者、ベストナイン (2011年)
- ブレット・フラワー - 最多打点、ベストナイン (2012年)
- 松坂恭平 - 松坂大輔の実弟
- 真山勝範 - 2020年主将
- 安井勇輝
- 四ッ谷良輔 - ベストナイン (2017年)、2017年主将
- ラファエル・ポロ - 元・東北楽天ゴールデンイーグルス、首位打者、シーズンMVP、後期MVP、ベストナイン (2016年)、最多打点 (2017年)

外野手
- 伊藤隼太 - 元・阪神タイガース
- 植田拓
- 漆原幻汰 - ベストナイン（2024年）
- 黄紹熙（中国語版） - 台湾の社会人チームを経て、2019年に統一ライオンズよりドラフト指名。
- 大井裕喜 - 首位打者、ベストナイン、後期MVP (2012年)
- 大島慎伍 - ベストナイン (2007年)、後期MVP (2008年)
- 大本将吾 - 元・福岡ソフトバンクホークス
- 嶋田好高
- 高田泰輔 - 最多盗塁 (2013年)、ベストナイン (2012年 - 2014年)、2013年主将
- デービッド・カンディラス - 登録名「カンディラス」。元野球オーストラリア代表
- 西村悟 - 最多本塁打、最多打点、ベストナイン (2010年)、西村憲の兄。
- ネルソン・ペレス - 元・阪神タイガース、最多本塁打、最多打点、ベストナイン (2018年)
- 林敬宏 - ベストナイン (2016年)、現競輪選手[3]
- 日野博幸 - 現・競輪選手[4]。
- 廣谷弥咲 - 退団後、野球ケニア代表監督[5]
- 古川敬也 - ベストナイン (2017年)
- ミッチ・デニング - 元・東京ヤクルトスワローズ
- 森下宗 - 広島東洋カープからの派遣選手 (2014年)
- 山下太一 - 愛媛県次世代農業者応援アイドル「愛の葉Girls」チーフマネージャー
- 陽耀華 - ベストナイン (2011年)、陽耀勲の弟、陽岱鋼の兄。

## 歴代監督
- 西田真二（2005年）
- 沖泰司（2006年 - 2010年）
- 星野おさむ（2011年 - 2013年）
- 弓岡敬二郎（2014年 - 2016年）
- 河原純一（2017年 - 2021年）